# فاطمة صديقي
فاطمة صديقي (مواليد 1953)، هي أستاذة بارزة في دراسات النوع الاجتماعي أو دراسات الجندر وعلم اللسانيات وتعمل أستاذة محاضرة في جامعة سيدي محمد بن عبد الله. 

## من مؤلفاتها
- داعش الفكر وحقوق المرأة القانونية . صحافة جامعة كامبرج. عام 2017.

Daesh Ideology and Women’s Legal Rights. Cambridge University Press. 2017.
- الخطابات النسوية المغربية . نيويورك: بالغراف ماكميلان. 2014.

Moroccan Feminist Discourses. New York: Palgrave Macmillan. 2014.
- المرأة المتوسطية (كتاب)
- صورة المرأة في شعر عبد الله باشراحيل
- النوع الاجتماعي والعنف في الشرق الأوسط
- النساء يكتبن شمال إفريقيا
- الخطابات النسائية في المغرب
- النساء، النوع الاجتماعي واللغة في المغرب
- النساء والمعرفة في منطقة البحر الأبيض المتوسط